# Bill Aucoin
William "Bill" Aucoin (Massachusetts, 29 de diciembre de 1943 - Aventura, Florida, 28 de junio de 2010) fue un gerente de bandas estadounidense, más conocido por su trabajo en la banda de rock Kiss.

## Biografía
Nacido en 1943, Aucoin fue a la Universidad Northeastern y se graduó en filmografía. Trabajó en el canal de televisión WGBH en Boston durante sus años de estudiante y después. Aucoin después trabajó en Teletape Productions como cinematógrafo. Atribuyéndose el descubrimiento de Kiss, Aucoin administró al grupo durante casi una década. Renunció en 1982 citando diferencias creativas y direccionales, pero más tarde ayudó a la banda con varios proyectos en DVD.
Aucoin produjo un show de televisión llamado "Supermarket Sweep" a principios de la década de 1970. De 2005 a 2007, Aucoin se introdujo en el negocio de Broadway con un programa llamado Who's Quadrophenia, que se emitió intermitentemente durante dos años en Anaheim, CA y Los Angeles. Aucoin había entrado de nuevo al negocio de la administración gracias a su compañía, Aucoin Globe Entertainment, en el momento de su muerte, cuando tenía complicaciones quirúrgicas de cáncer de próstata. Sobrevivió gracias a su socio Roman Fernandez y a sus dos hermanas Betty Britton y Janet Bankowski. Aunque posteriormente, ya en 2010, no se pudo hacer nada para salvar su vida, y acabó falleciendo debido a su enfermedad.

## Lista de bandas administradas
- Kiss, 1973–1982
- Piper 1975–1978
- New England 1978–1981
- Spider, 1970s
- Manowar, 1981
- Kid Rocker, 1981–1983
- Billy Idol, 1982–1984
- Brunette, 1988–1989
- Rising Star, 1989–1990
- Flipp, 1998–2003
- Starz, 1977–1979
- Crossbreed, 2003–2010
- Lordi, 2006–2010
- Nothing Rhymes with Orange, 2007–2010
- Evan Saffer, 2007–2010
- BEX, 2010
- The Early Strike, 2010
- Tantric, 2010
- RoqueZa, 1998–2001
- Dreaming in Stereo, 2010[6]